# Purgatory (песня)
Purgatory (с англ. — «Чистилище») — пятый сингл хеви-метал-группы Iron Maiden. Выпущен 15 июня 1981 года, второй сингл с альбома Killers.
Последний сингл с вокалистом Полом Ди’Анно. Переиздан в 1990 году, на таком же компакт-диске как и мини-альбом Maiden Japan, в бокс-сете First Ten Years.

## История
По словам Нико Макбрэйна, сингл является ремейком одной из более ранних песен группы под названием «Floating», из которых «Purgatory» представляет собой более быструю аранжировку. Один из наименее успешных синглов группы, так он не смог пробиться в ТОП-50 UK Singles Chart, хотя менеджер группы Род Смолвуд утверждает, что это произошло потому, что «на самом деле это был не сингл, а просто снятые с альбома песни, которые уже были у фанатов».

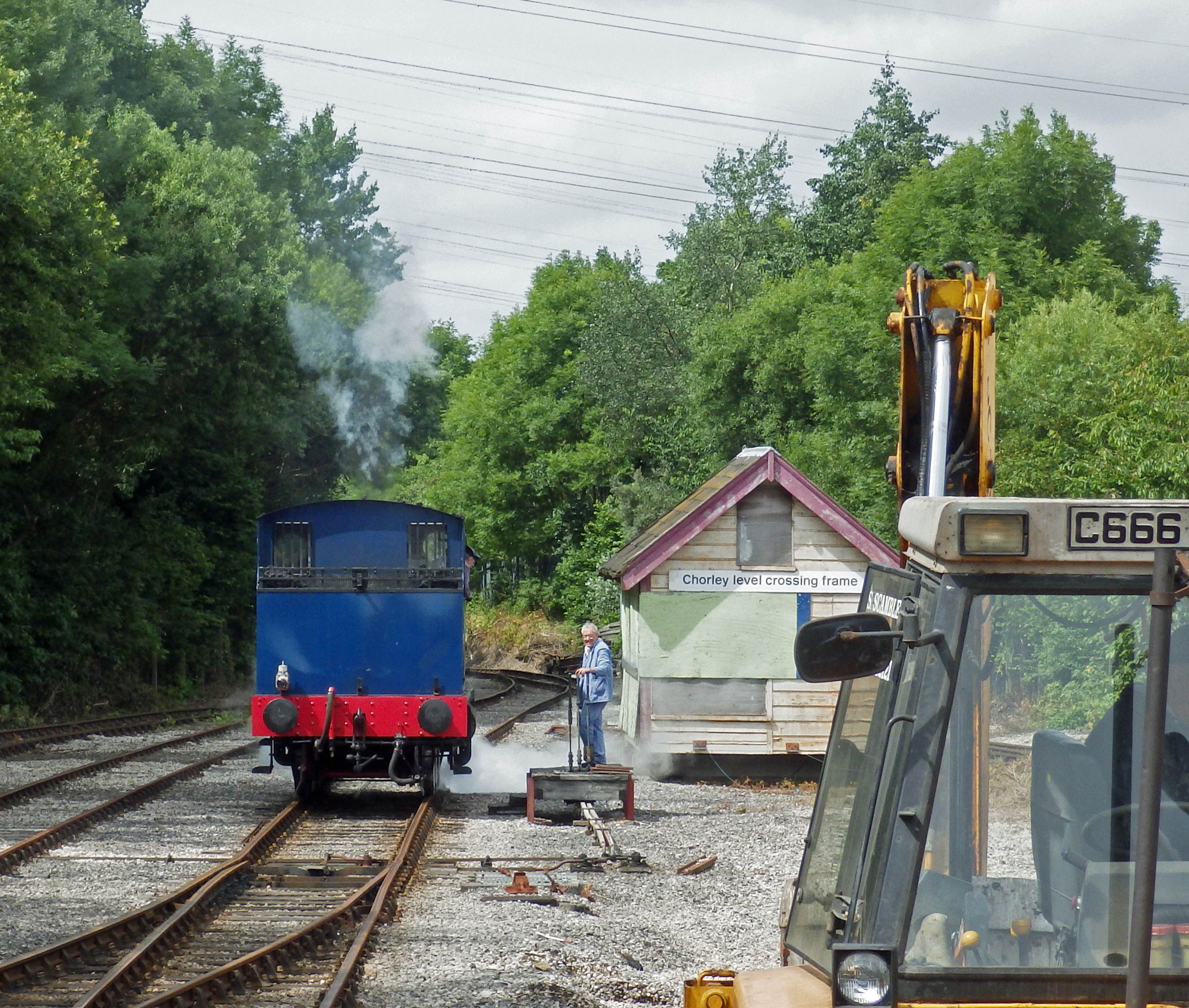
Первоначальная обложка сингла, оставленная для студийного альбома

Оригинальная обложка сингла была взята для использования на следующем студийном альбоме группы The Number of the Beast. Смолвуд вспоминает, что, когда нам представили оригинальную обложку, «мы сказали: „Нет, это слишком хорошо“ поэтому мы сохранили ее для альбома. У нас была обложка за несколько месяцев до того, как у нас появилась музыка». Это означало, что художник группы, Дерек Риггс, должен был придумать замену, на этот раз иллюстрирующую лицо Дьявола, чтобы показать лицо талисмана группы под ним.

## Список композиций
| №  | Название       | Текст песни | Музыка      | Длительность |
| -- | -------------- | ----------- | ----------- | ------------ |
| 1. | «Purgatory»    | Стив Харрис | Стив Харрис | 3:20         |
| 2. | «Genghis Khan» | Стив Харрис | Стив Харрис | 3:09         |

## Участники
- Пол Ди’Анно — вокал
- Стив Харрис — бас, бэк-вокал
- Дейв Мюррей — гитара
- Эдриан Смит — гитара, бэк-вокал
- Клайв Барр — ударные

## Чарты
| Сингл                      | Чарт (1981)      | Позиция | Альбом  |
| -------------------------- | ---------------- | ------- | ------- |
| «Purgatory»                | UK Singles Chart | 52      | Killers |
| Сингл                      | Чарт (1990)      | Позиция | Альбом  |
| «Purgatory / Maiden Japan» | UK Albums Chart  | 5       | —       |

## Комментарии
1. ↑  Переиздание обоих названий как часть бокс-сета The First Ten Years .